# Hrvati u Panami
Hrvati u Panami (špa. Inmigración croata en Panamá) su malobrojna hrvatska iseljenička zajednica u Panami.
Dali su nekoliko poznatih osoba: ministra gospodarstva i financija Edgara Ivankovicha, dopredsjedateljicu FAO-vog financijskog odbora 1979. i izbornog odbora 1982. ("Drafting Committee") te veleposlanicu Paname pri FAO-u u Italiji Mayru Ivankovich de Arosemenu, rotarijanku Mónicu Ivankovich (Dirección General de Asesoría Jurídica - Universidad de Panamá), članove Nacionalne odvjetničke komore, sveučilišna docentica Maritza Mosquera de Sumich, zastupnik Miguel A. Fanovich, odvjetnik i neovisni političar Juan Manuel Castulovich i dr.
Panamski Hrvati se pojavljuju i na popisima žrtava represije i diktature u Panami kad su se intenzivno kršila ljudska prava (11. listopada 1968. – 20. prosinca 1989). Među njima je član sigurnosnog osoblja generala Omara Torrijosa Andrés Emilio Fistonich Ortega koji je nestao 22. rujna 1970. u gradu Panami.

## Poveznice
- Dodatak:Popis poznatih panamskih Hrvata